# Strutturalismo (psicologia)

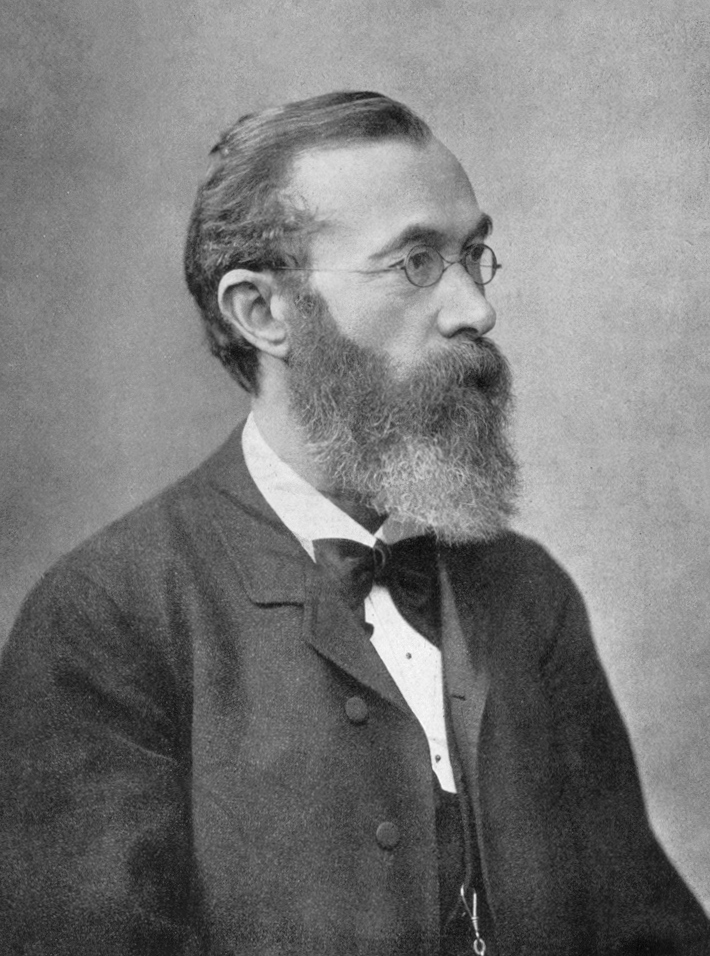
Wilhelm Wundt, ideatore dell'approccio strutturalista

Lo strutturalismo è un approccio psicologico inaugurato da W. Wundt, in Germania, e proseguito, negli Stati Uniti d'America, dal suo allievo E.B. Titchener. 
È unanimemente riconosciuto come il primo modello di psicologia sperimentale 1879, in quanto adotta le metodiche e le procedure della chimica e della fisica, quali il laboratorio e il metodo galileiano, al fine di dare un'impronta scientifica alla psicologia. Secondo Titchener, la psicologia deve analizzare la struttura della mente, che sarebbe formata da tanti elementi che la compongono come un mosaico di sensazioni, emozioni, concetto; il lavoro dello strutturalista è quindi quello di analizzare tutti questi precetti, emozioni e concetti.
Principi dello strutturalismo sono l'elementarismo (la concezione della coscienza come "sommatoria" e strutturazione di elementi semplici di base: affetti, sensazioni, precetti, etc.) e l'introspezione come metodo (ovvero l'analisi della struttura psichica attraverso l'auto-osservazione rigorosa dei propri processi interni da parte di ricercatori appositamente addestrati, secondo specifici protocolli).

## Il metodo introspettivo
Il paziente dopo esser stato addestrato appunto ad utilizzare solo e solamente ciò che la propria coscienza percettiva nota come realtà, doveva esporre verbalmente il proprio vissuto interno. Per esempio:
se il paziente oggettivamente vedeva l'accendersi e lo spegnersi in rapida sequenza di 20 lampadine allineate, non doveva riferire ciò, ma doveva affermare "percepisco una luce accesa che si sposta da destra a sinistra in linea retta".
Tanto repentino fu lo sviluppo di questa tecnica, quanto l'affievolimento dell'ambiente strutturalista: la metodica era questa e doveva esser presa alla lettera.

### L'introspezione
Osservazione acritica dei propri vissuti interni. Si distingue in:
1. simultanea: l'introspezione è "contemporanea" al manifestarsi dell'evento psichico
2. retroattiva: l'introspezione è "seguente" al manifestarsi all'evento psichico cioè avviene dopo.

Lo strutturalismo ne adottò la tecnica in quanto mediante essa era possibile osservare e misurare direttamente il vissuto psichico interno soggettivo del paziente, il quale, introspettivamente, riportava verbalmente le sue manifestazioni psichiche.

## Critiche
Lo strutturalismo fu criticato dal funzionalismo sia per la sua impostazione di fondo che per il suo metodo.
L'impronta elementarista venne criticata duramente per quanto riguarda la percezione, dalla Gestalt (in Europa), mentre fu criticata dal funzionalismo (negli U.S.A.) per quanto concerne lo studio e il modo con cui viene considerata la coscienza. 
L'introspezione fu esclusa dalla ricerca sperimentale da parte del comportamentismo (Watson e Skinner in particolar modo), venne poi ripresa, anche se con altri fini, da alcune forme di psicoterapia.